# Bałtycka Olimpiada Geograficzna
Bałtycka Olimpiada Geograficzna (ang. Baltic Regional Geography Olympiad, skr. Baltic iGeo) – międzynarodowa olimpiada przedmiotowa organizowana corocznie od 2014 przez zespoły regionalne Międzynarodowej Olimpiady Geograficznej (iGeo) w państwach nadbałtyckich. Zawody stanowią imprezę samodzielną, jak również etap przygotowawczy do iGeo.
Kolejno Bałtyckie Olimpiady Geograficzne rozgrywane były w następujących miejscach:
| Edycja | Miasto      | Państwo        | Rok  |
| 1.     | Valmiera    | Łotwa          | 2014 |
| 2.     | Valmiera    | Łotwa          | 2015 |
| 3.     | Dyneburg    | Łotwa          | 2016 |
| 4.     | Kłajpeda    | Litwa          | 2017 |
| 5.     | Valmiera    | Łotwa          | 2018 |
| 6.     | Królewiec   | Rosja          | 2019 |
|        |             |                | 2020 |
| 7.     | Suwałki     | Polska         | 2021 |
| 8.     | Kowno       | Litwa          | 2022 |
| 9.     | Valka/Tartu | Łotwa, Estonia | 2023 |
| 10.    | Toruń       | Polska         | 2024 |

W 2015 po raz pierwszy w zawodach udział wzięli Polacy.
W 2020 roku ze względu na panującą pandemię COVID-19, zawody się nie odbyły.